# Shuri-te
Shuri-te (首里手?, Okinawan: Sui-dī) si riferisce ad un termine usato prima della Seconda guerra mondiale per indicare il tipo di karate che si praticava nell'area intorno a Shuri, la vecchia città capitale del Regno delle Ryūkyū.

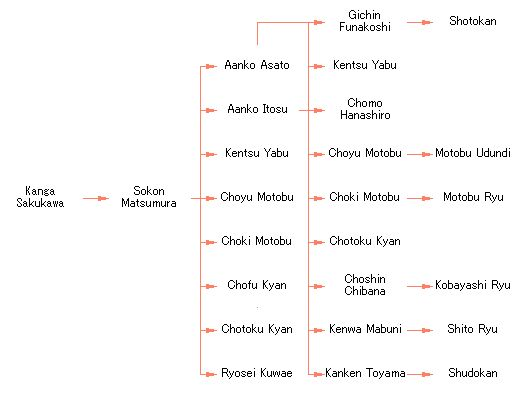
La genealogia dello Shuri-te

L'Okinawa-te o più semplicemente Te, detta anche Tōde, si differenziò subito in tre stili, a seconda dei luoghi di Okinawa in cui veniva praticato: il Naha-te (sul modello del kung fu/gongfu della Cina meridionale), il Shuri-te e il Tomari-te (entrambi sul modello del kung fu/gongfu della Cina settentrionale).
Il Shuri-te deriva dall'antico Shōrin-ryū ideato da Sōkon Matsumura. Dallo Shuri-te derivarono alcuni stili di karate come: Shotokan-ryu, Wado-ryu, Shitō-ryū, Motobu-ryū, Shudokan e Keishinkan. Il termine Shuri-te non è più di uso corrente.
I maestri Okinawensi più importanti dello Shuri-te:
- Kanga Sakukawa
- Sōkon Matsumura
- Ankō Itosu
- Bushi Tachimura (KishimotoDi)
- Ankō Azato
- Motobu Chōyū
- Motobu Chōki
- Kishimoto Soko (KishimotoDi)
- Kentsū Yabu
- Chōmo Hanashiro
- Funakoshi Gichin
- Chibana Chōshin
- Kenwa Mabuni
- Tōyama Kanken
- Chibana Choshin

Importanti kata:
- Naihanchi
- Pinan
- Kūsankū
- Passai
- Jion
- Jitte
- Sōchin
- Chintō
- Gojushiho